# Liste der Fahnenträger der Olympischen Winterspiele 1932

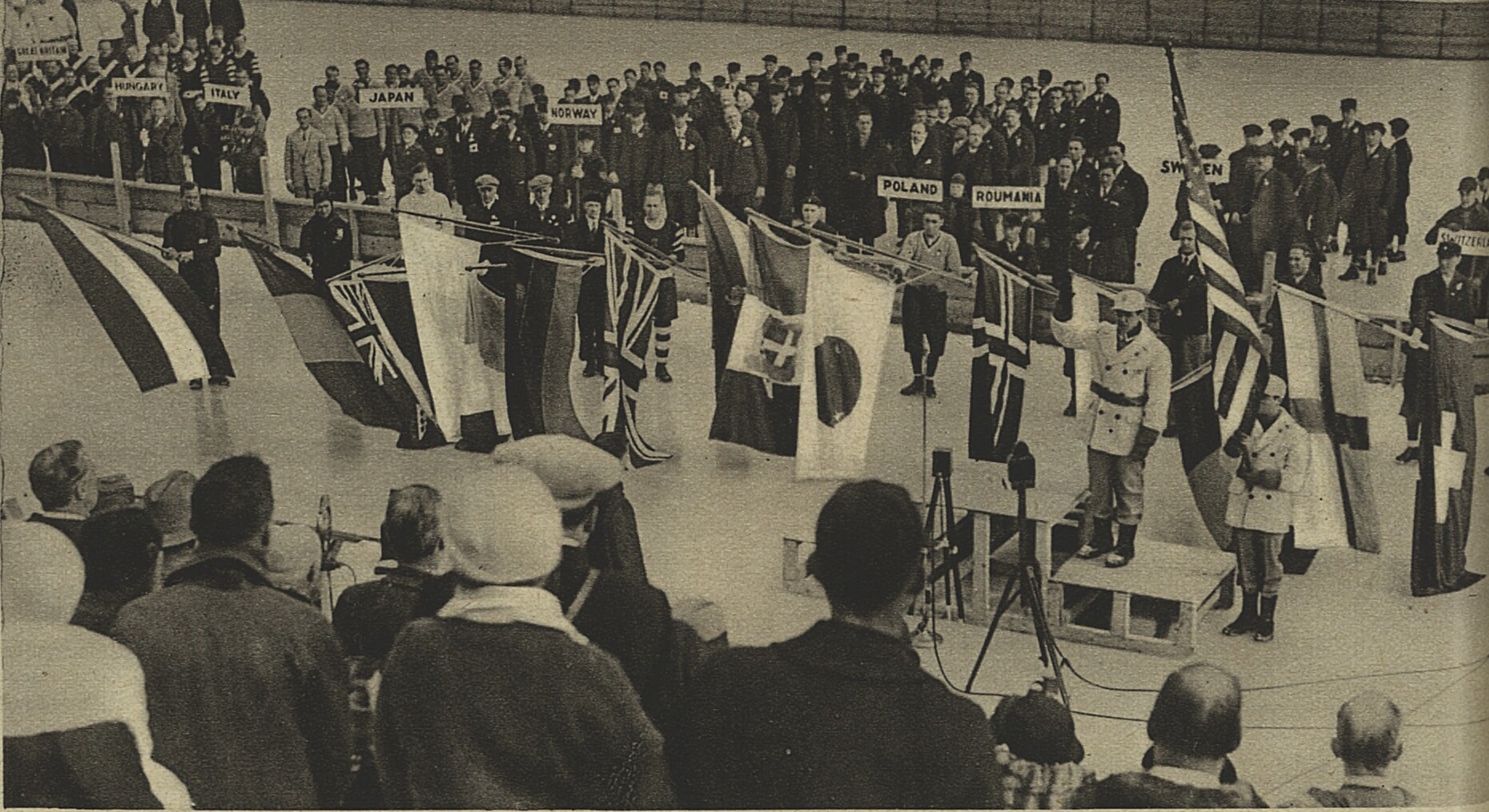

Die Liste der Fahnenträger der Olympischen Winterspiele 1932 führt die Fahnenträger bei der Eröffnungsfeier auf.
Beim Einmarsch der Nationen zogen Athleten aller teilnehmenden Länder in das Olympic Stadium Lake Placid ein. Bei der Eröffnungsfeier wurden die einzelnen Teams von einem Fahnenträger aus den Reihen ihrer Sportler oder Offiziellen angeführt, der entweder von ihrem jeweiligen Nationalen Olympischen Komitee (NOK) oder von den Athleten selbst bestimmt wurde.

## Reihenfolge
Die Vereinigten Staaten marschierte als Gastgebernation zuletzt ein. Die anderen Länder betraten das Stadion in alphabetischer Reihenfolge in der Sprache der Gastgebernation, in diesem Fall also Englisch. Diese Reihenfolge entspricht sowohl der Tradition als auch den Statuten des Internationalen Olympischen Komitees (IOK).

## Liste der Fahnenträger
Nachfolgend führt eine Liste die Fahnenträger der Eröffnungsfeier aller teilnehmenden Nationen auf, sortiert nach der Abfolge ihres Einmarsches. Die Liste ist zudem sortierbar nach ihrem Staatsnamen, nach Mannschaftskürzel, nach Anzahl der Athleten, nach dem Nachnamen des Fahnenträgers und dessen Sportart.

### Nach Nationen
| Abfolge | Nationalmannschaft | Englischer Name | Kürzel | Athleten | Fahnenträger         | Sportart                                      |
| ------- | ------------------ | --------------- | ------ | -------- | -------------------- | --------------------------------------------- |
| 1       | Österreich         | Austria         | AUT    | 7        | Harald Paumgarten    | Skilanglauf Skispringen Nordische Kombination |
| 2       | Belgien            | Belgium         | BEL    | 5        |                      |                                               |
| 3       | Kanada             | Canada          | CAN    | 42       | Hack Simpson         | Eishockey                                     |
| 4       | Tschechoslowakei   | Czechoslovakia  | TCH    | 6        | Antonín Bartoň       | Skilanglauf Skispringen Nordische Kombination |
| 5       | Finnland           | Finland         | FIN    | 7        | Ossi Blomqvist       | Eisschnelllauf                                |
| 6       | Frankreich         | France          | FRA    | 8        | Georges Torchon      | Eiskunstlauf                                  |
| 7       | Deutsches Reich    | Germany         | GER    | 20       | Martin Schröttle     | Eishockey                                     |
| 8       | Großbritannien     | Great Britain   | GBR    | 4        | Mollie Phillips      | Eiskunstlauf                                  |
| 9       | Ungarn             | Hungary         | HUN    | 4        | László Szollás       | Eiskunstlauf                                  |
| 10      | Königreich Italien | Italy           | ITA    | 12       | Erminio Sertorelli   | Skilanglauf                                   |
| 11      | Japan              | Japan           | JPN    | 16       |                      |                                               |
| 12      | Norwegen           | Norway          | NOR    | 19       | Johan Grøttumsbråten | Skilanglauf Nordische Kombination             |
| 13      | Polen              | Poland          | POL    | 15       | Józef Stogowski      | Eishockey                                     |
| 14      | Rumänien           | Romania         | ROM    | 4        |                      |                                               |
| 15      | Schweden           | Sweden          | SWE    | 12       | Sven Eriksson        | Skispringen Nordische Kombination             |
| 16      | Schweiz            | Switzerland     | SUI    | 7        |                      |                                               |
| 17      | Vereinigte Staaten | United States   | USA    | 64       | Billy Fiske          | Bob                                           |

### Nach Sportarten
| Sportart              | Nation                                                        | Anzahl |
| --------------------- | ------------------------------------------------------------- | ------ |
| Bob                   | Vereinigte Staaten                                            | 1      |
| Eishockey             | Deutsches Reich – Kanada – Polen                              | 3      |
| Eiskunstlauf          | Frankreich – Großbritannien – Ungarn                          | 3      |
| Eisschnelllauf        | Finnland                                                      | 1      |
| Nordische Kombination | Norwegen – Österreich – Schweden – Tschechoslowakei           | 4      |
| Skilanglauf           | Königreich Italien – Norwegen – Österreich – Tschechoslowakei | 4      |
| Skispringen           | Österreich – Schweden – Tschechoslowakei                      | 3      |
| unbekannt             | Belgien – Japan – Rumänien – Schweiz                          | 4      |